# División de Honor de Aruba 2018-19
La División de Honor de Aruba 2018-19 fue la edición número 58 de la Primera División de Aruba.

## Formato
Se disputarán 18 fechas enfrentándose todos los equipos, al final los cuatro primeros que acumulen más puntos en la temporada clasificarán a los play-offs caya 4, mientras que el último clasificado descenderá a la División Uno de Aruba 2019-20, además el octavo y noveno jugarán play-offs de relegación.
Los cuatro primeros en los play-offs caya 4 jugarán seis partidos más, los dos primeros clasificados jugarán la final a tres partidos, el campeón; de cumplir los requisitos podrá participar en la CONCACAF Caribbean Club Shield 2020.

### Ascensos y descensos
| Pos. | Ascendido de la División Uno 2017-18 |
| ---- | ------------------------------------ |
| 1    | Brazil Juniors                       |

| Pos. | Descendido de la División de Honor 2017-18 |
| ---- | ------------------------------------------ |
| 10   | Juventud TL                                |

## Temporada Regular
Actualizado el 3 de mayo de 2019.
| Pos. | Equipo          | PJ | PG | PE | PP | GF | GC | DG  | Pts. | Clasificado a          |
| ---- | --------------- | -- | -- | -- | -- | -- | -- | --- | ---- | ---------------------- |
| 1    | Dakota          | 18 | 14 | 1  | 3  | 51 | 16 | +35 | 43   | Play-offs Caya 4       |
| 2    | Nacional        | 18 | 13 | 1  | 4  | 40 | 24 | +16 | 40   | Play-offs Caya 4       |
| 3    | RCA             | 18 | 12 | 2  | 4  | 44 | 19 | +25 | 38   | Play-offs Caya 4       |
| 4    | Estrella        | 18 | 8  | 6  | 4  | 34 | 30 | +4  | 30   | Play-offs Caya 4       |
| 5    | Britannia       | 18 | 8  | 1  | 9  | 41 | 37 | +4  | 25   |                        |
| 6    | Bubali          | 18 | 8  | 1  | 9  | 39 | 37 | +2  | 25   |                        |
| 7    | Brazil Juniors  | 18 | 5  | 2  | 11 | 24 | 33 | -9  | 17   |                        |
| 8    | La Fama         | 18 | 4  | 4  | 10 | 19 | 39 | -20 | 16   | Play-off de Relegación |
| 9    | Caiquetio       | 18 | 3  | 5  | 10 | 21 | 49 | -26 | 14   | Play-off de Relegación |
| 10   | River Plate (D) | 18 | 1  | 5  | 12 | 23 | 52 | -29 | 8    | División Uno 2019-20   |

## Play-offs Caya 4
Actualizado el 10 de junio de 2019
| Pos. | Equipo   | PJ | PG | PE | PP | GF | GC | DG  | Pts. | Clasificado a |
| ---- | -------- | -- | -- | -- | -- | -- | -- | --- | ---- | ------------- |
| 1    | RCA      | 6  | 4  | 1  | 1  | 14 | 6  | +8  | 13   | Final         |
| 2    | Nacional | 6  | 4  | 1  | 1  | 11 | 5  | +6  | 13   | Final         |
| 3    | Dakota   | 6  | 2  | 2  | 2  | 6  | 5  | +1  | 8    |               |
| 4    | Estrella | 6  | 0  | 0  | 6  | 3  | 18 | -15 | 0    |               |

## Final
| Local    | Resultado | Visita   | Fecha               |
| -------- | --------- | -------- | ------------------- |
| RCA      | 1 - 3     | Nacional | 12 de junio de 2019 |
| Nacional | 0 - 1     | RCA      | 15 de junio de 2019 |
| Nacional | 0 - 1     | RCA (C)  | 19 de junio de 2019 |

## Play-off de Relegación
Actualizado el 20 de Septiembre de 2019
| Pos. | Equipo        | PJ | PG | PE | PP | GF | GC | DG  | Pts. | Clasificado a            |
| ---- | ------------- | -- | -- | -- | -- | -- | -- | --- | ---- | ------------------------ |
| 1    | La Fama       | 8  | 6  | 1  | 1  | 18 | 9  | +9  | 19   | Primera División 2019-20 |
| 2    | United (A)    | 8  | 4  | 2  | 2  | 15 | 9  | +6  | 14   | Primera División 2019-20 |
| 3    | Caiquetio (D) | 8  | 3  | 3  | 2  | 23 | 11 | +12 | 12   | División Uno 2019-20     |
| 4    | Jong Aruba    | 8  | 2  | 2  | 4  | 12 | 18 | -6  | 8    | División Uno 2019-20     |
| 5    | Rooi Afo      | 8  | 1  | 0  | 7  | 12 | 33 | -21 | 3    | División Uno 2019-20     |